# Curimatella meyeri
Curimatella meyeri är en fiskart som först beskrevs av Franz Steindachner 1882.  Curimatella meyeri ingår i släktet Curimatella och familjen Curimatidae. Inga underarter finns listade i Catalogue of Life.